# Dimorphorchis
Dimorphorchis là một chi thực vật có hoa trong họ, Orchidaceae.